# هانز رايخينباخ
هانز رايخنباخ (26 سبتمبر، 1891 في هامبورغ - 9 أبريل، 1953 في لوس أنجلوس). كان هانز رايخنباخ (بالألمانية: Hans Reichenbach) متخصصاً في فلسفة العلوم، ومربياً، وأحد المنادين بالتجريبية المنطقية (Logical Empiricism). تعود شهرة رايخنباخ إلى إنشاء حلقة برلين (بالإنجليزية: Berlin Circle)، وتأليف كتاب (نشأة الفلسفة العلمية) (بالإنجليزية: The Rise of Scientific Philosophy).

## حياته وأعماله
بعد أن أنهى دراسته الثانوية في مدينة هامبورغ الألمانية، التحق بالكلية التقنية بمدينة ستتقرت لدراسة الهندسة المدنية، كما درس الفيزياء، والرياضيات، والفلسفة في العديد من الجامعات، كجامعة برلين، وإيرلانقن، وقوتنقن، وميونيخ. وقد تتلمذ على عدة علماء منهم إيرنست كاسيرر، ودايفيد هلبرت، وماكس بلانك، وماكس بورن، وأرنولد سومرفلد.

## روابط خارجية
- هانز رايخينباخ على موقع الموسوعة البريطانية (الإنجليزية)